# سرنواری
سرنواری (نام علمی: Melogale) نام یک سرده از زیرخانواده راسوئیان است.

## گونه‌ها
- سرنواری بورنئو (Melogale everetti)
- سرنواری چینی (Melogale moschata)
- سرنواری جاوه‌ای (Melogale orientalis)
- سرنواری برمه‌ای (Melogale personata)
- Vietnam ferret-badger (Melogale cucphuongensis)[۱]